# 明王 (座間市)
明王（みょうおう）は、神奈川県座間市の大字。

## 地理
座間市の中央部に位置し、北東に緑ケ丘、南東と南に入谷東、西に入谷西と接している。

### 地価
住宅地の地価は、2023年（令和5年）1月1日の公示地価によれば、明王8番地5の地点で15万7000円/m2となっている。

## 歴史
この地は江戸時代まで新戸村飛地であった。
明治の大合併で座間村に編入され大字座間新戸となり、小字として明王谷（新戸谷戸とも言った）があり、1953年座間入谷に編入された。
敗戦後、東久邇宮首相の「国民皆農主義」の呼びかけもあって、皆が先を争って農業へと回帰することが時代の風潮となった。急ごしらえの「帰農組合」が日本各地で作られ、耕せるところはどこでも耕そうと、耕作地の拡大に積極的に取り組んだ。その政策に基づきこの地域は農業集落として「星徳（せいとく）」とされた。
1968年から施行していた、明王土地区画整理事業の工事が完了。座間町では将来の字区域などの整理を考慮して、この区域を1970年11月1日、明王と大字変更し、不動産登記法に基づく地番整理を実施した。

### 年表
- 明治
  - 1889年4月1日 : 町村制の施行により、高座郡座間入谷村・座間村・栗原村・新田宿村・四ッ谷村・新戸村飛地[注釈 5]が合併し、高座郡座間村が誕生する。
- 昭和
  - 1953年月日不詳 : 座間新戸[注釈 6]を座間入谷に編入[13]。
  - 1970年11月1日 : 座間入谷、座間、栗原、緑ケ丘の各一部から明王を新設[注釈 7][14]。

## 世帯数と人口
2023年（令和5年）8月1日現在（座間市発表）の世帯数と人口は以下の通りである。
| 町丁 | 世帯数  | 人口  |
| ---- | ------- | ----- |
| 明王 | 452世帯 | 891人 |

### 人口の変遷
国勢調査による人口の推移。
| 年                 | 人口 |
| ------------------ | ---- |
| 1995年（平成7年）  | 985  |
| 2000年（平成12年） | 975  |
| 2005年（平成17年） | 907  |
| 2010年（平成22年） | 877  |
| 2015年（平成27年） | 841  |
| 2020年（令和2年）  | 901  |

### 世帯数の変遷
国勢調査による世帯数の推移。
| 年                 | 世帯数 |
| ------------------ | ------ |
| 1995年（平成7年）  | 359    |
| 2000年（平成12年） | 394    |
| 2005年（平成17年） | 375    |
| 2010年（平成22年） | 377    |
| 2015年（平成27年） | 392    |
| 2020年（令和2年）  | 432    |

## 学区
市立小・中学校に通う場合、学区は以下の通りとなる（2022年12月時点）。
- 番・番地等 : 全域
  - 小学校 : 座間市立座間小学校
  - 中学校 : 座間市立座間中学校

## 事業所
2021年（令和3年）現在の経済センサス調査による事業所数と従業員数は以下の通りである。
| 町丁 | 事業所数 | 従業員数 |
| ---- | -------- | -------- |
| 明王 | 11事業所 | 49人     |

### 事業者数の変遷
経済センサスによる事業所数の推移。
| 年                 | 事業者数 |
| ------------------ | -------- |
| 2016年（平成28年） | 14       |
| 2021年（令和3年）  | 11       |

### 従業員数の変遷
経済センサスによる従業員数の推移。
| 年                 | 従業員数 |
| ------------------ | -------- |
| 2016年（平成28年） | 48       |
| 2021年（令和3年）  | 49       |

## 施設
- 明王第1公園[24]
- 明王第2公園[24]

## その他

### 日本郵便
- 郵便番号 : 252-0022[3]（集配局 : 座間郵便局[25]）。